# Bänkhake

Bänkhake.

Bänkhake är en anordning på en hyvelbänk som används som hållare när man skall spänna fast ett arbetsstycke. Bänkhaken är en fyrkantig stång av stål eller plast. En bänkhake sätts i ett fyrkantigt hål i den fasta delen av hyvelbänken och en i den rörliga delen (baktången).